# Adoniran Barbosa
Adoniran Barbosa, nom artístic de João Rubinato (6 d'agost de 1910—23 de novembre de 1982), va ser un famós cantant i compositor brasiler de samba tradicional.

## Biografia
Fill dels immigrants italians Ferdinando i Emma Rubinato, va abandonar l'escola, perquè no li agradava l'estudi i necessitava treballar per ajudar la seva nombrosa família (composta per set germans). Als 14 anys aconsegueix la seva primera feina com a repartidor d'olles a la ciutat de Jundiaí, a la qual la seva família s'havia mudat, buscant resoldre problemes financers. Després d'això es muden a Santo André i finalment a Sao Paulo. Després va ser també paleta, encarregat d'estacionament, mosso i obrer metal·lúrgic entre altres treballs.

## Carrera artística
El Grup "Demônios da Garoa" va ser el gran intèrpret de les seves composicions, principalment les sambes que citaven diversos llocs de la ciutat de São Paulo com ser els barris de Jaçanã ("Trem das Onze"), Brás ("Samba do Arnesto"), i Avinguda São João ("Iracema"). Elis Regina va gravar "Iracema" i "Tiro ao Álvaro", poc abans de la mort de tots dos que traspassaven gairebé en la mateixa època. Considerat el nom més important del samba paulistana, Adoniran va retratar la capital i la seva idiosincràsia.
A la ràdio va ser famós el seu personatge Charutinho. A més de les pel·lícules dels anys 50 i anys 60, tals com Candinho, el llargmetratge de 1953 de Mazzaropi, va participar com a actor als anys 70 de telenovel·les de la TV: "Tupi" i "Mulheres d'Areia", en la qual feia un personatge que es deia autor dels sambes d'Adoniran.

## Composicions seleccionades
Malvina, 1951
Saudosa maloca, 1951
Joga a chave, amb Osvaldo Moles 1952
Samba do Arnesto, 1953
Pra que chorar, amb Matilde de Lutiis
A garoa vem descendo, amb Matilde de Lutiis
As mariposas, 1955
Iracema, 1956
Apaga o fogo Mané, 1956
Bom-dia tristeza, 1958
Abrigo de vagabundo, 1959
No morro da Casa Verde, 1959
Prova de carinho, 1960
Tiro ao Álvaro, amb Osvaldo Moles 1960
Luz da Light, 1964
Trem das Onze, 1964
Agüenta a mão, 1965
Samba Italiano, 1965
Tocar na banda, 1965
Pafunça, amb Osvaldo Moles 1965
O casamento do Moacir, 1967
Mulher, patrão e cachaça, 1968
Vila Esperança, 1968
Despejo na favela, 1969
Fica mais um pouco, amor, 1975
Acende o candieiro, 1972
Uma Simples Margarida (Samba do Metrô)
Já Fui uma Brasa
Rua dos Gusmões
Adoniran també va deixar 90 lletres de cançons inèdites, que estan sent pòstumament posades a música per diversos compositors.